# Hermetia femoralis
Hermetia femoralis är en tvåvingeart som först beskrevs av Lindner 1937.  Hermetia femoralis ingår i släktet Hermetia och familjen vapenflugor. Inga underarter finns listade i Catalogue of Life.